# Eparchie stryjská
Stryjská eparchie ((latinsky) Eparchia Striensis, (ukrajinsky) Стрийська єпархія Української греко-католицької церкви) je eparchií Ukrajinské řeckokatolické církve se sídlem ve Stryji. Je sufragánní vůči Lvovské ukrajinské archieparchii.

## Historie
Eparchie byla zřízena Biskupským synodem Ukrajinské řeckokatolické církve dne 21. července 2000. Území diecéze bylo vzato z území Lvovské ukrajinské archieparchie, při zřízení byla eparchie stryjská její sufragánní diecézí, ale v letech 2005 - 2011 byla Stryj sufragání k archieparchii kyjevské.